# Kylian Portal
Kylian Portal (Le Chesnay, 28 de noviembre de 2006) es un nadador paralímpico francés. Compitió en los Juegos Paralímpicos de París 2024 y ganó una medalla de bronce en los 400 m estilo libre masculino S13, detrás de su hermano Alex, que ganó la plata.

## Biografía
Nació el 28 de noviembre de 2006 en Le Chesnay, Francia. Él y su hermano mayor Alex nacieron con albinismo ocular, una condición que resulta en mala visión; Kylian también tiene nistagmo y fotofobia. Siguiendo los pasos de su hermano mayor, comenzó a nadar a temprana edad. Comenzó a nadar de manera competitiva a los siete u ocho años, como miembro del club Cercle des nageurs de l'ouest en Saint-Germain-en-Laye, junto con su hermano. Inicialmente compitió contra nadadores sin discapacidad.
Comenzó a competir en natación paralímpica en 2019. Compite en la clasificación S13. Compitió en el Campeonato Europeo Juvenil de 2022 y ganó cuatro medallas en total: dos de oro (100 m libre, 100 m mariposa) y dos de plata (400 m libre, 200 m combinado). Participó en el Campeonato Mundial de Para Natación de 2022 con su hermano, quedando cuarto en los 400 m libre masculino (detrás de su hermano, que ganó la plata) y noveno en su serie en los 200 m combinados individuales. Regresó para el Campeonato Mundial de Para Natación de 2023 y ganó la medalla de bronce en los 400 m, mientras que su hermano se llevó la medalla de oro en el evento.
Asistió al colegio Saint-Augustin y recibió un baccalauréat (bachillerato) científico un año antes de lo normal. Comenzó a asistir a la escuela de negocios Ecole de Management Léonard De Vinci en 2023, a los 17 años.
En diciembre de 2023, Portal y su hermano recibieron becas de la ciudad de Saint-Germain-en-Laye por valor de 5000 €. En 2024, se instaló un cartel a la entrada de la ciudad para celebrar los logros de los dos hermanos. Ambos fueron seleccionados para competir en los Juegos Paralímpicos de París 2024 en París. En los Juegos Paralímpicos, Portal ganó la medalla de bronce en los 400 m estilo libre S13, un puesto detrás de su hermano, que ganó la plata.